# La leyenda de Hei
La Leyenda de Hei (罗小黑战记大电影) es una película animada a 2D de 2019, precuela de la serie animada La Leyenda de Luo Xiaohei . Detalla los eventos en la vida del espíritu felino Luo Xiaohei que tienen lugar antes de la serie. 

## Sinopsis
Xiaohei comienza su viaje debido a que su hogar fue destruido por humanos. En la búsqueda de un nuevo hogar, se encuentra con otros monstruos, quienes comparten su aversión por los humanos. Sin embargo, también conoce aliados humanos. Esto le deja con el dilema de qué bando elegir. 

## Lanzamientos
La leyenda de Hei se lanzó en septiembre de 2019 en China.  Y estrenado en Estados Unidos y Canadá por Shout! Estudios. 